# Chrysocraspeda charites
Chrysocraspeda charites là một loài bướm đêm trong họ Geometridae.